# Phẫu thuật thần kinh
Phẫu thuật thần kinh, hay ngoại thần kinh, là một chuyên khoa y chuyên về việc ngăn chặn, chẩn đoán, chữa trị bằng phẫu thuật và phục hồi các rối loạn mà tác động đến bất cứ phần nào của hệ thần kinh bao gồm não, tủy sống, dây thần kinh ngoại biên và hệ thống mạch não ngoài sọ.

## Lịch sử
Phẫu thuật thần kinh, hay việc rạch có chủ tâm vào đầu để làm giảm đau đớn, đã tồn tại hàng ngàn năm, nhưng những tiến bộ đáng lưu ý trong ngành này chỉ tới trong vòng vài trăm năm trở lại đây.

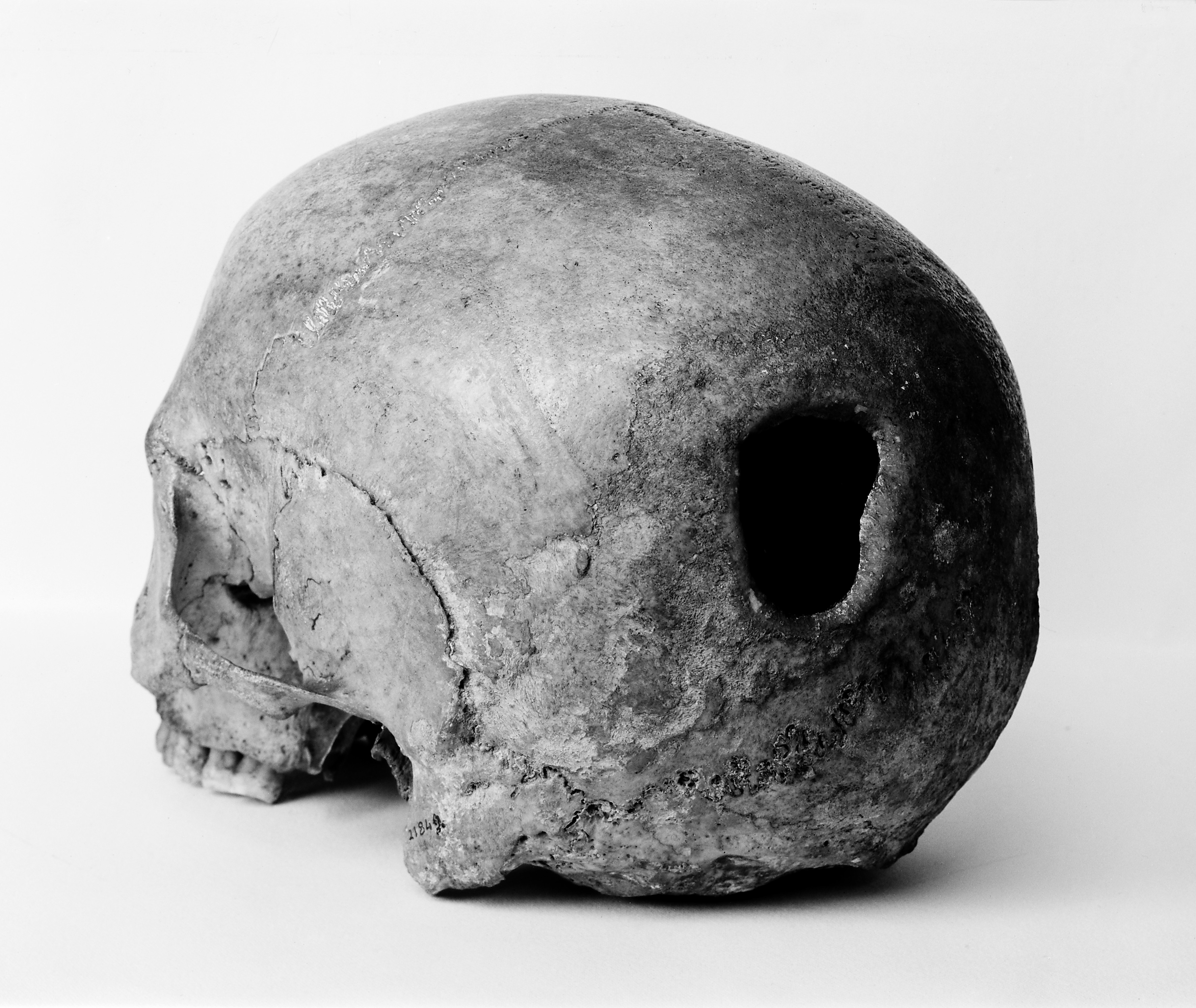

### Cổ đại
Người Inca có vẻ như đã thực hành một phương pháp gọi là khoan sọ kể từ cuối thời đại đồ đá. Trong thời Trung cổ tại Ả Rập từ năm 936 tới năm 1013, Al-Zahrawi đã thực hiện các phương pháp chữa trị bằng phẫu thuật đối với các vết thương ở đầu, nứt xương sọ, vết thương cột sống, tràn dịch não, tràn dịch dưới màng cứng và đau đầu.

### Hiện đại

Không có nhiều tiến bộ trong phẫu thuật thần kinh cho tới cuối thế kỷ XIX đầu thế kỷ XX, khi các điện cực được dán vào não và các khối u não bề mặt được loại bỏ.
Lịch sử của điện cực trong não: Vào năm 1878 Richard Canton đã khám phá ra rằng các tín hiệu điện được truyền thông qua não của một con vật. Vào năm 1950 Bs. Jose Delgado phát minh ra điện cực đầu tiên được cấy vào não một con vật, sử dụng nó để khiến nó chạy và đổi hướng.